# 凯西 (澳大利亚首都特区)
凯西（英语：Casey）是位于堪培拉下属甘加林城区西北部的一个郊区，在东部与恩古纳瓦尔和蒙克里夫隔着Horse Park Drive接壤，在北部与泰勒接壤，在南部与尼科尔斯隔着Clarrie Hermes Drive接壤。距甘加林镇中心和堪培拉市中心分别为约4公里和13公里。该郊区得名于澳大利亚政治家、外交官、澳大利亚第16任总督理查德·凯西。
该郊区的地名源自澳大利亚著名外交官、公务员和行政人员。南澳大利亚州前副州长沃尔特·克罗克和国家首都局前任主席约翰·奥沃沃均赞同以凯西的名字命名。

## 历史
直到1990年，凯西都一直是前“Gold Creek”的一部分，该地区以Gold Creek Homestead为中心，占地15.9平方公里，凯西的部分地区地势相对平坦，非常适合赛马等各种活动，也是赛马练习场的所在地。与Horse Park Drive平行的一片树林，建立时间早于现为郊区的霍尔村，显示着昆比恩-亚斯路的初始路线。

## 开发
凯西的道路和其他基础设施建设工作于2008年9月开始。2009年12月，凯西一期的主干道Overall Avenue在Clarrie Hermes Drive和 Horse Park Drive之间通车。在此期间，包括沉积池在内的雨水基础设施也已完工。该郊区于2010年开始有人定居，截至2013年6月30日总人口约为2,881人。
凯西最终将占地约192公顷，可容纳1,940套住宅，其中包括商业中心的约275个中等密度单元。郊区东南角靠近Horse Park和Clarrie Hermes两个Drive的拐角处将建造一个购物中心。凯西计划中的第二个小型商业中心将建在距未来泰勒郊区最近的郊区北端。购物中心预计将包含一个围绕“中央绿色节点”聚集的零售核心，类似于金斯顿的绿色广场。为了改善集团中心的可达性，Clarrie Hermes Drive已延伸至巴顿高速公路的西端。

## 地质
向东南看，西北侧的一排山丘形成山脊，形成背景。最低点位于连接Gungahlin Drive、Horse Park Drive和Clarrie Hermes Drive的环岛处，海拔622米。最高点位于西北角，海拔726米。
凯西地下覆盖着志留纪时期的岩石。山丘顶部的岩石来自霍金斯火山，南部主要是英安岩，北部是安山岩。郊区的东北部有来自堪培拉组的英安岩。东南部有绿灰色斑岩，成分类似英安岩，并可见白色长石晶体。